# Rogy
Rogy település Franciaországban, Somme megyében. Lakosainak száma 143 fő (2022. január 1.). Rogy Croissy-sur-Celle, Gouy-les-Groseillers, Bosquel, Conty, Fransures és Monsures községekkel határos.

## Népesség
A település népessége az elmúlt években az alábbi módon változott:
| Lakosok száma | 138  | 131  | 130  | 126  | 127  | 127  | 132  | 138  | 143  |
|               | 2013 | 2015 | 2016 | 2017 | 2018 | 2019 | 2020 | 2021 | 2022 |